# زدينكو زوركو
زدينكو زوركو (بالكرواتية: Zdenko Zorko)‏ مواليد 18 أغسطس 1950 في زغرب، جمهورية يوغوسلافيا الاشتراكية الاتحادية، هو لاعب كرة يد كرواتي معتزل لعب كحارس مرمى. شارك في دورة الألعاب الأولمبية الصيفية سنة 1972.

## الإنجازات
كلاعب
- بطولة يوغوسلافيا لكرة اليد - (الشمال) (1): 1978-79
- بطولة يوغوسلافيا لكرة اليد - (الغرب) (1): 1981-82

كمدرب
- بطولة يوغوسلافيا لكرة اليد - (الشمال) (1): 1987-88
- الدوري الكرواتي لكرة اليد (1): 1999-00

## روابط خارجية
- زدينكو زوركو على موقع أوليمبيديا (الإنجليزية)